# Уильямс, Уильям Карлос
Уильям Карлос Уильямс (англ. William Carlos Williams, 17 сентября 1883, Резерфорд, Нью-Джерси — 4 марта 1963, там же) — один из крупнейших американских поэтов, врач-педиатр. Он был связан с Пассаикской больницей общего профиля, где он занимал должность начальника педиатрии больницы с 1924 года до своей смерти. Больница, которая сейчас известна как больница Святой Марии, почтила память Уильямса мемориальной доской с надписью: «Мы ходим в палаты, по которым ходил Уильямс».

## Биография
Уильямс родился 17 сентября 1883 года в Резерфорде, штат Нью-Джерси. Он был сыном иммигранта из Англии и уроженки Пуэрто-Рико. Его работы имеют большое сходство с живописью, которой он интересовался всю жизнь.
Уильямс получил начальное и среднее образование в Резерфорде до 1897 года, когда его на два года отправили в школу недалеко от Женевы и в лицей Кондорсе в Париже. По возвращении в Нью-Йорк он учился в школе Горация Манна и, сдав специальный экзамен, был принят в 1902 году в медицинскую школу Пенсильванского университета, которую он окончил в 1906 году. После окончания университета Уильямс прошёл стажировку во французской больнице и детской больнице в Нью-Йорке, а затем отправился в Лейпциг для углубленного изучения педиатрии. В 1909 году опубликовал свою первую книгу «Стихи».
В 1912 году, вернувшись из Германии, Уильямс женился на Флоренс Герман (1891—1976). Они переехали в дом в Патерсоне (штат Нью-Джерси), где жили потом в течение многих лет. Вскоре после этого в Лондоне с помощью своего друга Эзры Паунда, с которым он познакомился во время учёбы в Пенсильванском университете, Уильямс опубликовал вторую книгу стихов «Характеры». Около 1914 года у Уильямса и его жены родился первый сын Уильям Э. Уильямс, а в 1917 году — второй сын Пол Х. Уильямс. Их первый сын последовал примеру отца и стал врачом.
Входил в круг имажистов, был близок к кругам нью-йоркского литературного и художественного авангарда (Дюшан, Пикабиа, Уоллес Стивенс, Марианна Мур, Мина Лой и др.). Во время поездки в Европу в 1924 познакомился с Джойсом. Переводил Филиппа Супо (1929). Оказал огромное влияние на многих молодых поэтов — поколение битников, поэтов «Блэк Маунтен», нью-йоркскую школу, многим из них лично помог.
Уильямс — автор нескольких пьес, трех романов, двух томов литературно-критической эссеистики.
В 1948 перенес инфаркт, после 1949 пережил ещё несколько сердечных приступов. Лечился от депрессии в психиатрической клинике (1953).

## Творчество
В поэзии отошел от литературности Паунда и Элиота. Двигаясь в русле авангарда, обратился к сугубо локальным темам и частной повседневной жизни своих современников (памятником им стала эпическая поэма Уильямса о рядовом американском городке Патерсон, 1946—1958).

## Произведения

### Стихи
- Poems  (1909)
- The Tempers (1913)
- Al Que Quiere (1917)
- Kora in Hell: Improvisations (1920)
- Sour Grapes (1921)
- Spring and All (1923)
- Go Go (1923)
- The Cod Head (1932)
- Collected Poems, 1921—1931 (1934)
- An Early Martyr and Other Poems (1935)
- Adam & Eve & The City (1936)
- The Complete Collected Poems, 1906—1938 (1938)
- The Broken Span (1941)
- The Wedge (1944)
- Paterson, book I—V (1946—1958, полное издание в одном томе — 1963)
- Clouds, Aigeltinger, Russia (1948)
- The Collected Later Poems (1950)
- Collected Earlier Poems (1951)
- The Desert Music and Other Poems (1954)
- Journey to Love (1955)
- Pictures from Brueghel and Other Poems (1962, Пулитцеровская премия)
- Imaginations (1970)
- Collected Poems: Volume 1, 1909—1939 (1988)
- Collected Poems: Volume 2, 1939—1962 (1989)
- Early Poems (1997)

### Проза
- The Great American Novel (1923, роман)
- In the American Grain (1925)
- A Voyage to Pagany (1928, путевые записки)
- Novelette and Other Prose (1932)
- The Knife of the Times, and Other Stories (1932)
- White Mule (1937, роман)
- Life along the Passaic River (1938, новеллы)
- In the Money (1940, роман, продолжение «Белого мула»)
- Make Light of It: Collected Stories (1950)
- Autobiography (1951)
- The Build-Up (1952, роман, завершающий трилогию)
- Selected Essays (1954)
- I Wanted to Write a Poem: The Autobiography of the Works of a Poet (1958)
- Yes, Mrs. Williams: A Personal Record of My Mother (1959)
- The Farmers' Daughters: Collected Stories (1961)
- The Embodiment of Knowledge (1974, заметки и эссе)
- A Recognizable Image: William Carlos Williams on Art and Artists (1978)
- The Collected Stories of William Carlos Williams (1996)

### Интервью
- Speaking Straight Ahead (1976)

### Переписка
- The Selected Letters of William Carlos Williams (1957)
- Pound/Williams: Selected Letters of Ezra Pound and William Carlos Williams (1996)
- The Letters of Denise Levertov and William Carlos Williams (1998)
- William Carlos Williams and Charles Tomlinson: A Transatlantic Connection (1998)

## Признание
Боллингеновская премия (1953) и др. награды. После смерти Уильямса Американское поэтическое общество учредило ежегодную премию его имени. В Резерфорде создан Центр У. К. Уильямса (см.: ), издается посвященный ему журнал (см.: ).
В 2016 году американский режиссёр Джим Джармуш снял фильм «Патерсон», одним из источников вдохновения для этого послужило творчество Уильяма Карлоса Уильямса.

## Переводы на русский язык
- Уильям Карлос Уильямс. «Избранное». Перевод Натальи Сидориной. М.: Молодая гвардия, 1984.
- От Уитмена до Лоуэлла. Американские поэты в переводах Владимира Британишского. М.: Аграф, 2005, с.70-99.
- Уильям Карлос Уильямс. «Стихи разных лет». Перевод Андрея Щетникова. Новосибирск: АНТ, 2016.
- «Картинки, по Брейгелю». Перевод Антона Нестерова.
- Переводы Анатолия Кудрявицкого в «Антологии имажизма».
- Другие переводы из Уильямса.